# ジュンジュン
ジュンジュン（1988年1月11日 - ）は、中国出身の歌手、女優で、女性アイドルグループ・モーニング娘。の元メンバー（8期〈留学生〉）。本名、李 純（リー・チュン、Li Chun）。2015年より李 沁謡（リー・チンヤオ、Li Qin Yao）に改名。イメージカラーは青。
中国湖南省岳陽市出身。夫は中国人音楽プロデュサーの鄭楠。

## 略歴
2006年
- 11月、「モーニング娘。Happy8期オーディション」を日本国内で行っているのとほぼ同時期に行われた、中国北京でのオーディションによって選ばれた[2]。

2007年
- 1月25日、来日。
- 3月15日、モーニング娘。の8期（留学生）メンバーとしての加入が発表された[2]。加入時の19歳2か月と4日という年齢は、初期メンバーを除く歴代メンバーの中で最も年長である。また、モーニング娘。およびハロー!プロジェクトのメンバーでは最後に加入した昭和生まれである。
- 5月6日、『モーニング娘。 コンサートツアー2007春 〜SEXY 8 ビート〜』さいたまスーパーアリーナ公演にてリンリンとともにモーニング娘。として初舞台を踏む。MCで挨拶のみの出演だった。
- 5月13日、渋谷C.C.Lemonホールにて開催された『第一回ハロー!プロジェクト新人公演』に、同じ8期メンバーである光井愛佳やハロプロエッグらとともに出演した。
- 6月16日、東京都港区所在のステラボールにおいてファンクラブ会員を対象にした「モーニング娘。8期（留学生）メンバー」の握手会を行った。
- 7月25日、同日発売のシングル『女に 幸あれ』より、モーニング娘。としての活動を本格的にスタートした。

2008年
- 6月28日、上海『放歌世博』にて、故郷中国で凱旋公演を行う。

2009年
- 7月19日、『Hello! Project 2009 SUMMER 革命元年 〜Hello! チャンプル〜』初日名古屋公演で、続・美勇伝メンバーとして初めてステージに立つ
- 12月9日、プロモーション活動のため、高橋愛、新垣里沙、リンリンとともに中国に凱旋。

2010年
- 4月28日、ブログを開始[3][4]。
- 5月17日、中国『上海万博』の開催にあたって、結成されるスペシャルユニットのメンバーに選出された[5]。
- 6月22日、スペシャルユニット名が「Ex-ceed!」で決定した。
- 8月8日[注 2]、同年秋開催のコンサートツアー最終日[注 3]をもって、モーニング娘。およびハロー!プロジェクトからの卒業が発表された[8][9]。卒業後は、中国での活動を目指した準備期間に入る。
- 12月15日[注 3]、亀井絵里、リンリンとともにモーニング娘。を卒業した。2002年の後藤真希の卒業公演以来、8年ぶりにスカパー!のスカチャン3Dにて卒業公演が生中継された。

2011年
- 6月23日、中国で運転免許証を取得した[10]。
- 9月、映画関係の人材を養成する中国の国立大学、北京電影学院に入学する[11]。
- 日付不明、中国での楽視網LeTVの『我為校花狂』のオーディションに参加し高得票を得た[12]。

2014年
- 12月26日、中国人音楽プロデュサーの鄭楠と11月3日に結婚していたことが報じられる[13]。

2015年
- 5月、李純から李沁謡に改名した。

2020年
- 5月28日、公式Weiboで第1子を出産したことを発表した[14]。

## 人物

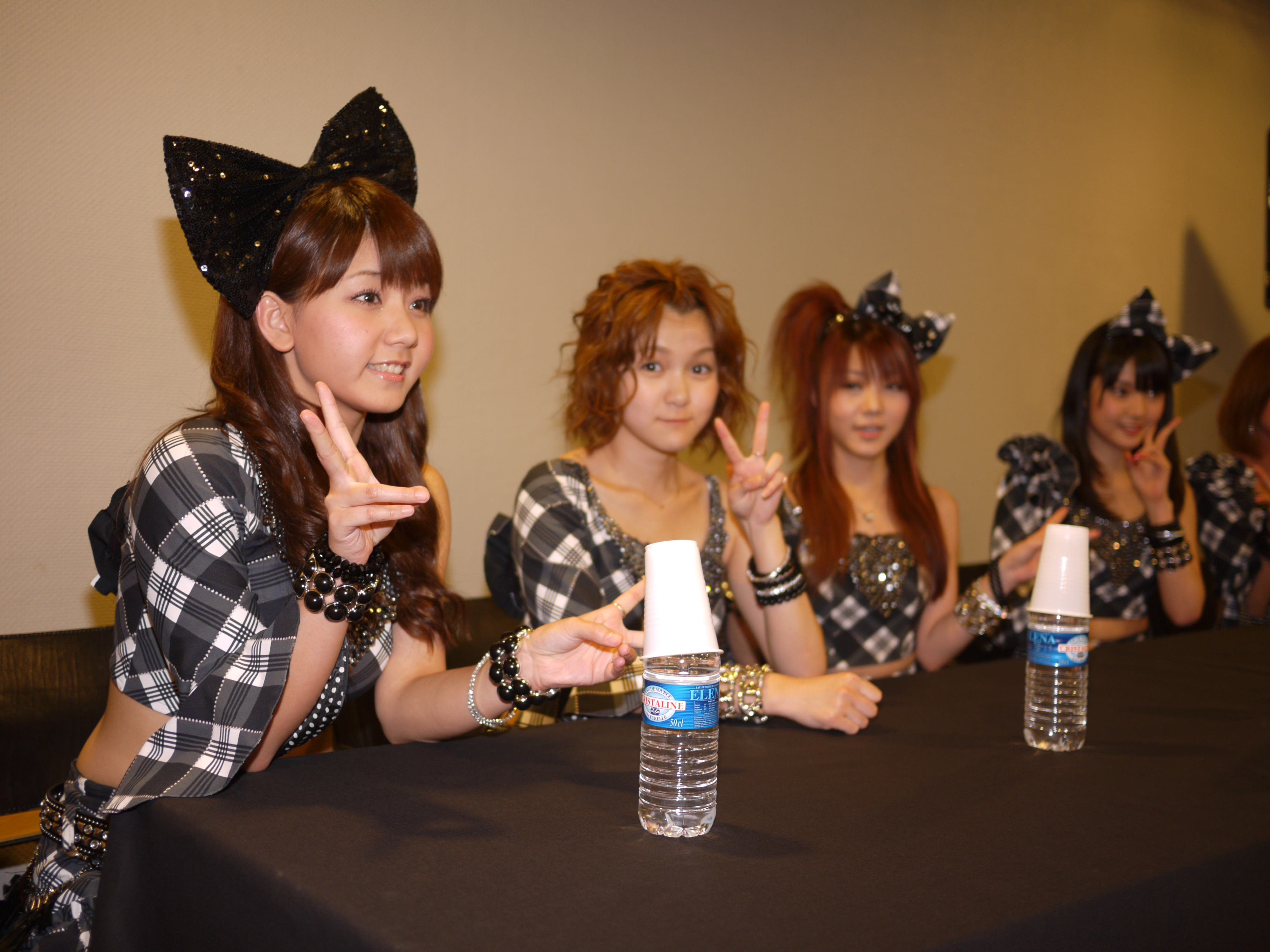
2010年Japan Expoの記者会見にて（一番左がジュンジュン）

- 実際の出生日は1月11日であるが、戸籍上およびモーニング娘。在籍時代のプロフィール上の誕生日は2月11日である[1][2]。ジュンジュンの母親が2月11日と書き間違えたが、「たった1か月の違い」ということで訂正していない。ジュンジュンは混乱を招いたことを詫びるとともに「本来の誕生日（1月11日）で祝って欲しい」と発言している[15][16]。
- 得意な楽器はピアノ。
- 趣味および特技は、歌、演技。
- 好きなアーティストは林俊傑、王心凌（シンディー・ワン）であり、ビビアン・スーの大ファン。ハロー!プロジェクト所属当時はBerryz工房の清水佐紀のファンであることは有名。
- 加入時は日本語がほとんど話せなかったものの英語が多少出来たため、モーニング娘。メンバーと英語でコミュニケーションを取っていることがあった。
- バナナが大好物で常に房ごと持ち歩き、一度に7本食べることがある。
- 2007年10月29日から31日にかけて行われたモーニング娘。の10周年記念アルバム台湾プロモーションにおいてのTVやラジオでのインタビューでは、母語でインタビューに応えた。
- 中国語（母国語）と日本語、英語を話すことができる。
- ぶりっ子キャラであり、道重さゆみと口ゲンカになったこともある。また髪形などもかぶるため、ライバルの様な関係であった。またモーニング娘。在籍当時の他のメンバーの前では、よくぶりっ子を演じるため、よく困らせていた。

## 出演

### テレビ
- ハロモニ@（2007年7月22日 - 2008年9月28日、テレビ東京）
- よろセン!（2008年10月6日 - 2009年3月27日、テレビ東京）
- とんねるずのみなさんのおかげでした（2007年11月8日・2008年12月18日、フジテレビ）
- FUJIWARAのありがたいと思えッ!（2009年5月16日・8月8日・8月15日、テレビ東京）
- 東方戦場（2016年、中国中央電視台） - 女性記者役[17]

### 映画
- クラッシュ・オブ・ゴッド 神と神（2021年4月30日、iQIYI） - 鄧嬋玉（とう せんぎょく）役

### 舞台
- シンデレラザミュージカル（2008年8月6日、新宿コマ劇場）
- ファッショナブル（2010年6月11日 - 27日、ル テアトル銀座 by PARCO、シアターBRAVA!）

## 所属ユニット
- モーニング娘。（2007年 - 2010年）
- シャッフルユニット
  - 続・美勇伝（2009年 - 2010年）
- スペシャルユニット
  - Ex-ceed!（2010年）